# Vidéo cliquable
La vidéo cliquable, également désignée par les anglicismes hyperlink video ou hypervideo, est une technique de vidéo interactive sur Internet dans laquelle l'internaute peut, à tout moment du visionnement, cliquer sur un élément de la vidéo (personnage, produit, objet du décor) afin de suivre un lien vers un emplacement où il trouvera des informations sur cet élément et, dans certains cas, où il pourra l'acheter en ligne.

## Applications

### Usage publicitaire
L'application originelle de la vidéo cliquable est la publicité. Elle se démarque de la publicité en ligne traditionnelle par son aspect à la demande : elle n’est pas intrusive (la publicité intrusive étant plutôt mal perçue par les internautes), et permet au contraire un financement de contenu par une publicité non visible pour ceux qui ne veulent pas la voir, et accessible en un clic pour les personnes intéressées.
Cette forme de publicité interactive s'inscrit ainsi dans le cadre du permission marketing. La vidéo cliquable participe également de la vague du rich media qui vient modifier sensiblement la façon de communiquer des publicitaires du net.
Le secteur de la production audiovisuel est souvent critiqué pour un placement de produit trop dense. Avec cette nouvelle technique, le placement de produit s’inscrit dans du permission marketing, il sera donc non intrusif et mieux perçu par les consommateurs.

### Autres applications
La formation en ligne est un exemple des applications envisageables.